# 한용귀
한용구(또는 한용귀, 韓用龜, 1747년 ~ 1828년)은 조선 후기의 영의정이다. 본관은 청주. 초명은 용구(用九). 자는 계형(季亨), 호는 만오(晩悟), 시호 익정(翼貞)이다. 서매수, 김조순, 남공철, 이상황 등과 노론 시파 실세 중 한 명이며, 순조 때 영의정이라는 벼슬에 이르렀다. 훈구파 대신인 좌의정 한확의 후손이며, 노론의 핵심인 영의정 한익모와도 가까운 친척이었다. 정조의 신임을 받은 노론 대신 중에 한 명이다.

## 초기 관직 생활
영조 때 관직 생활을 시작해서, 정조 때 문과에 급제해서, 정언, 응교와 부사과를 지내고, 이후 이조참의와 대사간, 이조참의, 동부승지, 평안도관찰사를 거쳐 이조참판이 된다.

## 후기 관직 생활
재상에 오르고, 순조 때 공조판서, 형조판서, 우참찬, 좌참찬, 빈전제조, 예조판서, 이조판서, 대사헌, 수원유수, 실록청당상, 전라도관찰사, 약방제조, 옥보전문서사관, 개명정서사관, 판의금부사 등을 지내고, 이후 우의정과 좌의정을 거쳐 영의정에 이른다. 서매수, 남공철 등과 노론 시파 세력 중 한 명이다.